# Tinpots diktatury
Pojem tinpots zavedl ve své knize The political economy of dictatorship kanadský ekonom, specializující se na veřejnou volbu, Ronald Wintrobe. Charakterizuje diktatury, v nichž vláda nenarušuje tradiční styl života jejího obyvatelstva, nicméně obyvatelstvo je utlačováno, avšak pouze do míry, která je potřebná k udržení moci a profitování z monopolizace politické moci.
Zjednodušeně lze říci, že vládcům v těchto tradičních autokraciích jde převážně o vlastní blaho a nemají zájem na masivním utlačování obyvatelstva. Zároveň od nich nevyžadují vysokou oddanost. Zlepšení ekonomické situace v těchto režimech přispívá k uvolnění represe. Rozdíl oproti totalitě je v míře represe, neboť totalitní vůdci se snaží o maximalizaci moci nad svým obyvatelstvem. Tinpot diktátor a totalitní diktátor jsou dle Wintrobeho dva extrémní případy. Většina světových diktátorů však byla směsicí těchto dvou přístupů.

## Vysvětlení pojmu
Pojem může být ještě blíže vysvětlen na příkladu uvedeném Philipem Verwimpem v jeho článku The political economy of coffee, dictatorship, and genocide. Pokud by byl diktátor tinpot, optimální cena prodávaného zboží by byla taková, aby maximalizovala diktátorův příjem z daní. Jedinou podmínkou by pak bylo, aby si zachoval minimální úroveň moci (užitím loajality a represe). Na druhou stranu, pokud by se jednalo o totalitního diktátora, maximalizoval by pouze svou moc a nezajímal se o soukromou spotřebu.
Další rozlišení uvedl Wintrobe na příkladu ekonomických změn. Pokles ekonomické výkonnosti povede tinpots diktátora k tomu, že zvýší represi vůči svému obyvatelstvu. Oproti tomu totalitní diktátor tuto míru represe sníží.

## Nástroje diktátora
Diktátor může použít dva nástroje, kterými si za jeho vlády udržuje politickou moc nad obyvatelstvem. Jsou jimi politická represe a loajalita obyvatelstva.

### Represe
Represe může být použita různými způsoby, například omezováním občasných práv, omezováním svobody slova a tisku, omezováním práv opozice, anebo přímým zákazem politických stran a skupin, které vystupují proti vládě. Toto omezování musí být následně kontrolováno a nedodržování sankciováno. Čím více diktátor využívá represi vůči svému obyvatelstvu, tím více je nucen se obávat jejich reakce. Řešením je pak ještě větší represe, neboť protidiktátorské kroky jsou účinné a nebezpečné pro diktátora pouze v případě, kdy se opoziční skupiny mohou organizovat a tak se společně snažit o jeho sesazení, neboli, masy jsou hrozbou pro demokracii, pouze když jsou politicky aktivní (Lipset, 1981, s. 79). Při zvýšení represe je však nutné přenést část diktátorovy moci i na policejní složky nebo jinou mocenskou skupinu, která represi provádí. To však může být pro diktátora další skrytou hrozbou. Jedinou možnost, kterou pak diktátor má, aby si uchoval loajalitu těchto složek, je snažit se je přeplatit do takové výše, aby byli motivování k dodržení vládcových příkazů. Příkladem může být vláda Stalina, který tuto situaci řešil tím, že udržoval své podřízené (v tomto případě velitele tajné policie) v obavách, neboť je po čase likvidoval. Dalším způsobem je možnost rozvíjet konkurenci mezi výkonnými orgány a tím zajistit efektivitu provádění vládcových příkazů.

### Loajalita
Loajalitu a oddanost svých podřízených si diktátor udržuje především prostřednictvím distribuce rent. V tomto případě samozřejmě nedochází ke stejné situaci i v demokracii, kdy je loajalita voličů získávána především plněním politických slibů a vytvářením prosperujícího prostředí pro vlivné skupiny. Distribuce je tedy hlavním nástrojem pro získání loajality. Techniky jako je akumulace loajality (Octavianus), výkon dozoru (Mobutu) a užití byrokratické konkurence k vytvoření strachu (Stalin) zvyšují bezpečnost diktátora stejně jako jeho moc. Další strategie, které umožňují diktátorovi zvýšit jeho bezpečnost, jsou již na úkor jeho moci.

## Příklady tinpots
Do této kategorie lze zahrnout vojenské diktatury, dále pak sultanismus, patrimonialismus. Wintrobeho model také ukázal, proč mají vojenské režimy (tedy jako poddruh tinpot režimu) často velmi krátkou životnost a jsou nestálé, neboť moc bývá většinou předána do rukou lidu za méně než pět let vlády. Příklady tinpots režimů mohou být dynastie rodiny Somoza v Nikaragui, dynastie rodiny Pahláví v Íránu či Ferdinand Marcos na Filipínách.